# Jalen Wydermyer
Jalen Wydermyer (* 20. Dezember 2000 in Dickinson, Texas) ist ein US-amerikanischer American-Football-Spieler auf der Position des Tight Ends. Er spielte College Football für die Texas A&M Aggies der Texas A&M University und stand zuletzt bei den Indianapolis Colts in der National Football League (NFL) unter Vertrag.

## Frühe Jahre
Wydermyer wurde im texanischen Dickinson geboren und wuchs dort mit sieben Geschwistern auf. Er besuchte die Dickinson High School, an der er in der Footballmannschaft aktiv war. Dort konnte er insgesamt 87 Pässe für 1623 Yards und 20 Touchdowns. Besonders in seinem letzten Jahr konnte er starke Leistungen erzielen, indem er 42 Pässe für 875 Yards und 10 Touchdowns fing. Deswegen wurde er vom Houston Touchdown Club zu einem der Finalisten des UIL Offensive Player of the Year ernannt. Nach seinem Highschoolabschluss erhielt er ein Stipendium der Texas A&M University aus College Station, Texas. Dort entwickelte er sich auch aufgrund der Verletzung seines Konkurrenten auf der Position des Tight Ends Baylor Cupp direkt in seiner ersten Saison zum Stammspieler. So konnte er 32 Pässe für 447 Yards und 6 Touchdowns fangen. Insgesamt kam er in seinen ersten drei Jahren in 34 Spielen zum Einsatz und konnte dabei den Ball für 1468 Yards und 16 Touchdowns fangen. In allen drei Jahren wurde er ins Second-Team All-SEC gewählt, daneben erhielt er 2019 einen Platz im All-Freshman Team. 2020 und 2021 wurde Wydermyer außerdem Finalist um den John Mackey Award als bester Tight End im College Football. 2020 unterlag er jedoch Kyle Pitts. Auch mit seinem Team war er sehr erfolgreich, so konnten die Aggies 2019 den Texas Bowl und 2020 den Orange Bowl gewinnen. In der Saison 2021 erreichten sie den Gator Bowl gegen die Wake Forest Demon Deacons. Vor der Saison 2021 wurde Wydermyer noch als potentieller Erstrundenpick im folgenden Draft gehandelt, aufgrund vermehrter Drops und schlechter athletischer Werte bei seinem Pro Day wurde er letztlich jedoch deutlich schwächer eingeschätzt.

## NFL
Im NFL Draft 2022 wurde Wydermyer nicht ausgewählt, anschließend unterschrieb er als Undrafted Free Agent einen Vertrag bei den Buffalo Bills. Von den Bills wurde er jedoch am 14. August 2022 im Rahmen der ersten Kaderverkleinerung vor der Regular Season entlassen. Am 18. August 2022 nahmen die New England Patriots Wydermyer unter Vertrag. Er schaffte es nicht in den 53-Mann-Kader für die Regular Season, wurde aber in den Practice Squad der Patriots aufgenommen. Am 20. September wurde er von den Patriots entlassen. Am 17. Oktober nahmen die Indianapolis Colts Wydermyer für ihre Practice Squad unter Vertrag. Am 4. Mai 2023 wurde Wydermyer von den Colts entlassen.